# Нападение боевиков на Грозный (2014)
Нападе́ние на Гро́зный (2014) — вооружённое нападение боевиков вилаята Нохчийчоь на город Грозный 4 декабря 2014 года. Для отражения нападения в городе был введён режим контртеррористической операции.

## Ход событий
Около часа ночи 4 декабря 2014 года в центре Грозного группа вооружённых боевиков численностью от 20 до 30 человек Кавказского эмирата, переодетых в полицейскую форму, открыла огонь по посту дорожно-патрульной службы, в результате чего погибли трое полицейских и была взорвана одна патрульная машина. После перестрелки вооружённые боевики переместились в грозненский Дом печати (перекрёсток улиц Лорсанова и Маяковского), где заняли оборону. В городе была объявлена контртеррористическая операция.
По тревоге были подняты российские армейские подразделения, в город была введена тяжёлая техника. Командование операцией взял на себя глава Чеченской Республики Рамзан Кадыров. В ходе операции был предпринят штурм Дома печати, продлившийся несколько часов, во время которого было применено тяжёлое вооружение (бронетранспортёры, гранатомёты, тяжёлые пулемёты). В результате штурма к 9:00 здание Дома печати практически полностью сгорело, загорелся расположенный поблизости центральный городской рынок «Беркат».
В дальнейшем боестолкновения сместились в район Старого рынка и улицы Мира, а оттуда — к находящемуся за километр от Дома печати зданию школы № 20, где закрепились оставшиеся исламистские боевики. Перестрелки между террористами и силовиками в районе школы стихли примерно в 13:50, в 14:00 российские власти официально объявили о завершении контртеррористической операции.

## Цели нападения
В обнародованном в интернете видео ответственность за нападение взяли на себя боевики Кавказского эмирата. Исламисты заявили, что мстят за притеснения мусульманских женщин. В этом видео было также заявлено, что нападавшие действовали по приказу Аслана Бютукаева.
По мнению профессора Мичиганского университета Александра Кныша, специализирующегося на изучении современного Северного Кавказа, скрытой причиной нападения было стремление «Имамата Кавказ» напомнить о себе и, возможно, надежда получить финансовую или моральную поддержку за границей.
Главный редактор издания «Кавказский узел» Григорий Шведов не исключает, что боевики выбрали для нападения день, когда Рамзан Кадыров точно должен был отсутствовать в Грозном, находясь в Москве на оглашении В. Путиным президентского послания Федеральному собранию, однако, по его мнению, нельзя исключать и возможность того, что нападение было устроено в связи с 20-й годовщиной начала Первой чеченской войны.

## Последствия нападения
На следующий день после нападения глава Чеченской Республики Рамзан Кадыров заявил, что семьи нападавших, совершивших убийства сотрудников полиции или других людей, будут выдворены за пределы Чеченской Республики, а их дома будут уничтожены. Своё решение он прокомментировал фразой: «Я официально заявляю, что пришёл конец времени, когда говорили, что родители не отвечают за поступки сыновей или дочерей. В Чечне будут отвечать!». Также глава республики сообщил, что руководители местных администраций и правоохранительных органов должны будут нести ответственность, если жители подконтрольной им территории будут пополнять ряды исламистов.
В ответ на данное заявление Рамзана Кадырова правозащитная организация «Комитет против пыток» подала запросы в Следственный комитет Российской Федерации и Генеральную прокуратуру. Согласно заявлению главы данной организации Игоря Каляпина, родственники боевика могут понести наказание лишь в случае вынесения судом обвинительного приговора, который установит степень их участия в совершённом преступлении, «привлечение же лица к уголовной ответственности лишь за сам факт родства с преступником российским законодательством исключено». Также Каляпин заявил, что Кадыров призвал к нарушению конституционных прав своих же граждан: право свободно передвигаться, выбирать место пребывания и жительства (статья 27 Конституции), право частной собственности (статья 35) и право на жилище (статья 40).
7 декабря неизвестные лица в масках, приехавшие в село Янди на 14 автомобилях, подожгли четыре дома, где жили близкие родственники исламистов, предположительно принимавших участие в захвате Дома печати в Грозном, тем самым фактически исполнив призывы главы Чеченской республики.
Дом печати был полностью восстановлен ещё до Нового года.
- Грозненский Дом Печати до…
- … и после нападения.